# The Apostasy
Pour les articles homonymes, voir Apostasy.
 (octobre 2017).
Si vous disposez d'ouvrages ou d'articles de référence ou si vous connaissez des sites web de qualité traitant du thème abordé ici, merci de compléter l'article en donnant les références utiles à sa vérifiabilité et en les liant à la section « Notes et références ».
Albums de Behemoth
Demonica
(2006) At the Arena ov Aion – Live Apostasy
(2008)
The Apostasy est le huitième album studio du groupe de blackened death metal polonais Behemoth. L'album est sorti le 2 juillet 2007 sous le label Century Media Records.
Cet album possède une certaine originalité par rapport à ses prédécesseurs. C'est en effet la première fois que le groupe a recours aux instruments comme le piano pour l'enregistrement de leur album. Lors d'une interview, Nergal a avoué qu'il n'aimait pas le son de cet album.
La pochette de l'album représente la déesse Hindou Kali.
L'album a été aussi édité en version vinyle, tiré en 500 exemplaires, qu'il est quasiment impossible de trouver sur le marché.

## Ventes de l'album
| Pays       | Meilleure position |
| ---------- | ------------------ |
| États-Unis | 149                |
| Pologne    | 9                  |

C'est le premier album de Behemoth à être entré dans le classement Billboard 200, en débutant à la 149e place.
L'album est également arrivé 24e au Billboard Hard Rock Albums, 2e au Billboard Heatseekers et 9e au Polish Album Charts.

## Explication des titres de l'album
"Rome 64 C.E." est une référence au grand incendie de Rome, qui a dévasté la ville en l'an 64 de notre ère.
"Slaying the Prophets ov Isa": "Isa" est le nom arabe de Jésus.
"Prometherion" est un mot valise entre "Prometheus" (le dieu Grec) et "Therion" (du grec: la bête).
"At the Left Hand ov God" est une référence à l'expression religieuse "Suivre la voie de la main gauche".
"Kriegsphilosophie" est la traduction allemande de "La philosophie de la guerre".
"Pazuzu": Il s'agit d'une créature mythique de la Mésopotamie antique. Il était la représentation des vents orageux du sud ouest.
"Christgrinding Avenue" est une référence à la Via Dolorosa et à la crucifixion du Christ.

## Musiciens
- Nergal - chant, guitare
- Orion - basse
- Inferno - batterie
- Seth - session guitare

## Liste des morceaux
| No  | Titre                       | Auteur                     | Durée |
| --- | --------------------------- | -------------------------- | ----- |
| 1.  | Rome 64 C.E.                | Nergal                     | 1:25  |
| 2.  | Slaying the Prophets ov Isa | Nergal                     | 3:23  |
| 3.  | Prometherion                | Nergal                     | 3:03  |
| 4.  | At the Left Hand ov God     | Krzystof Azarewicz, Nergal | 4:58  |
| 5.  | Kriegsphilosophie           | Nergal                     | 4:23  |
| 6.  | Be Without Fear             | Nergal                     | 3:17  |
| 7.  | Arcana Hereticae            | Krzystof Azarewicz, Nergal | 2:58  |
| 8.  | Libertheme                  | Nergal                     | 4:53  |
| 9.  | Inner Sanctum               | Nergal                     | 5:01  |
| 10. | Pazuzu                      | Nergal                     | 2:36  |
| 11. | Christgrinding Avenue       | Nergal                     | 3:51  |